# اسکارلینو
اسکارلینو (به ایتالیایی: Scarlino) یک کومونه در ایتالیا است که در استان گروستو واقع شده‌است.

## خصوصیات
اسکارلینو ۸۸٫۳۸ کیلومترمربع مساحت و ۳٬۷۹۵ نفر جمعیت دارد و ۲۲۹ متر بالاتر از سطح دریا واقع شده‌است.

## خواهرخوانده
شهر Boujdour خواهرخواندهٔ اسکارلینو هست.